# 三浦元忠
三浦 元忠（みうら もとただ）／神田 元忠（こうだ もとただ）は、戦国時代から安土桃山時代にかけての武将。安芸国の戦国大名毛利氏の家臣。弟は三浦元精。妻は吉川元春の次男である繁沢元氏の娘・たや。

## 生涯
弘治元年（1555年）に生まれる。初めは「松山惣四郎」と名乗り、毛利輝元の側近として活躍した。
天正5年（1577年）9月2日に輝元から「源次兵衛尉」の官途名を与えられる。同年に神田隆久の養子となって、名を「神田惣四郎」と改める。また、12月21日には周防国山代本郷神田60貫と安芸国高田郡吉田で4段、国司に1反、山手1段を与えられ、天正6年（1578年）2月3日、出雲国佐陀の内に200貫を与えられた。
天正8年（1580年）、毛利輝元の備中出陣で一手の将を務める。しかし、毛利軍は虎倉城攻撃の途上の同年4月14日に下加茂の山中において伊賀久隆の強襲を受け、毛利軍は先鋒部隊の将を務めた粟屋元信を始めとして児玉元房、井上元勝、奈古屋元賀、小寺就武、三戸元好、宇多田藤右衛門などが討ち取られる大敗を喫した。この敗戦では元忠も負傷により馬を乗り捨てて退却したところに伊賀軍の追撃を受け、危うく戦死しそうになったが、強弓の達人であった粟屋元光が矢継ぎ早に射て敵を退け、元忠を自分の馬に乗せて撤退したことで窮地を脱した。敗戦直後の4月18日、元忠は戦死した宇多田藤右衛門の遺児・右衛門丸（後の宇多田元次）に書状を出しており、今後の元次について少しも忘却することはないと述べている。
天正14年（1586年）4月10日、豊臣秀吉の命令により毛利氏も九州平定に出陣することとなり、出陣の準備を開始。5月12日に輝元は下関を守備している長井親房に対し、秀吉の検使である黒田孝高が一両日中に下関へ到着するので、直ちに派遣する元忠と協力して九州方面の処置に専念せよと命じた。7月11日には門司城の城将である仁保元豊にも元忠と協力して油断無く九州方面の処置に努め、九州方面の情勢を注進するよう命じている。
7月15日、輝元が島津義久に使僧を派遣して行っていた島津義久と大友義統の和解交渉が不成立に終わった。それまで毛利氏の九州方面への対応は、下関と門司の警戒を厳とするのみに留めていたが、この交渉不成立によって九州への出陣が決定的となったため、輝元は内藤隆春や市川元好をはじめとして長門国と周防国の家臣らに九州への出陣を命じた。同時に、下関に駐屯する長井親房と元忠に対しては、出陣命令によく従った者と従わぬ者を報告し、たとえ従わない者が何者であろうと隠さず報告するよう厳命した。さらに元忠は毛利家の陣代として兵3000を率いて島津氏討伐軍の先兵として九州に上陸した。毛利軍到着の一報を受けた島津勢は立花山城の包囲を解くなど、少なからず動揺を受けている。将軍・足利義昭は元忠の九州在陣の辛労を慰労し、11月18日に白傘袋と毛氈鞍覆の免許を与え、11月23日には小袖を送っている。
天正15年（1587年）5月に島津義久が秀吉へ降伏し、輝元は7月に吉田郡山城へ帰還する。この頃、元忠は繁沢元氏の娘・たやを娶った。この婚姻により、元氏が継承していた周防国の旧族・仁保氏を継ぐことを許され、仁保氏の旧姓である三浦氏を名乗った。一方、元忠が相続していた神田氏は元忠の養父・隆久の弟である神田隆継が継いだ。また、8月4日には足利義昭から「大外様」に任じられた。
さらに同年には、かつて市川経好が務めていた山口奉行を引き継いだ。ただし、同年11月21日に二宮就辰が、山口奉行の元忠を通さず、直接河辺善左衛門尉（兄部善左衛門尉）へ佐波郡魚者座司を承認しており、山口奉行の役割が市川経好の時代に比べて縮小されていることが窺える。
天正16年（1588年）、輝元に従って上洛し、豊臣姓を下賜された。7月28日に輝元の参議任官式が宮中で行われた際には、冠と赤装束を着用し輝元の供として従った。
天正19年（1591年）11月9日には安芸国、備後国、周防国、長門国の4ヶ国に渡って合計1万6689石4斗1升9合の所領を与えられた。また、後には仁保城の城番も任された。
天正20年（文禄元年、1592年）から始まる文禄の役では、元忠も輝元に従って朝鮮へ渡海した。毛利軍は6月12日に開寧に入城して本陣を構え、吉川広家と毛利元康による慶尚道北部攻略を輝元が指揮した。しかし、毛利軍が開寧にいる間、朝鮮兵は度々開寧を襲撃し、朝鮮兵の襲撃によって桂元綱の部下が生け捕りにされたところを赤川元恒が奪還する事件も起こっている。この様な朝鮮兵の襲撃を封じるために、輝元は自ら開寧付近の朝鮮兵攻撃に出陣し、元忠は敵兵50人を討ち取る武功を上げた。また、宍戸元続と共に、慶尚道の山中に逃亡した官民は速やかに戻って家業に励むよう諭す布告文を発している。
文禄5年（1596年）に輝元が伏見へ上る際、元忠も病ながらも供をする。元忠の病は伏見でも快癒しなかったため安芸国広島への帰国を許されたが、同年8月20日、帰国途上の安芸国の音戸の瀬戸（隠渡迫門）を航行中の船中で病死した。享年42。墓所は、元忠が仁保城近くに菩提寺として建立した観音寺内にある。